# Cirkumpacifikus-hegységrendszer

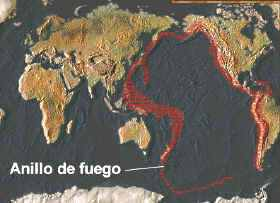
A Circumpacifikus-hegységrendszer vonulatai

A Cirkumpacifikus-hegységrendszer vagy rövidebben Pacifikus-hegységrendszer a Föld második legnagyobb kiterjedésű hegységrendszere, amelynek hatalmas, mélytengeri árkokkal övezett, mintegy 30 ezer kilométer hosszan észak–déli irányba húzódó láncai a Csendes-óceán medencéjét, a Pacifikumot veszik körül.
Geológiai megközelítésben a Csendes-óceán aljzatát alkotó három nagy és számos mikrolemez peremhegységrendszere, amelyre jellemző az aktív vulkáni tevékenység és a vulkáni kőzetek tömeges jelenléte, valamint a gyakori földrengések. Noha a hegységrendszerben a földtörténeti ókorban, illetve középkorban keletkezett kőzettömegek is találhatóak, nagy részük a jura időszaktól a napjainkig zajló felgyűrődés eredményeként jött létre. Az uralkodó magmás kőzetek a litoszféralemezek szubdukciója során alakultak ki. A hegységrendszer morfológiáját a Csendes-óceáni-lemez egyenletes északnyugat felé sodródása, valamint a Nazca-lemez keleti irányú mozgása alakította ki. A Csendes-óceán térségében a lemezhatárok mentén tértágulás van, míg az aljzatot alkotó lemezek peremein szubdukció. Ez alól az Antarktiszi-lemez a kivétel, amelynek határán szintén tértágulás van, ezért nem zárja teljesen körül a Csendes-óceánt a Cirkumpacifikus-hegységrendszer.
Főbb nyugati vonulatai Kelet-Ázsiában és Óceániában csupán szigetíveket képeznek, miután a Pacifikus-lemez itt óceáni lemezek, vagy széles selfű kontinentális lemezek alá bukik. A hegységrendszer e vonulatának tagjai északon Kamcsatka és a Kuril-szigetek, amelyek az Észak-amerikai-lemezen helyezkednek el. Ettől dél felé haladva a japán szigetvilág az Ázsia-lemezen, a Fülöp-szigetek az önálló Fülöp-szigeteki-lemezen, Melanézia szárazulatai Új-Guineától Új-Zélandig az Ausztráliai-lemezen fekszenek. A Fülöp-szigeteki-lemez a Csendes-óceáni lemezzel együtt mozogva gyűrte fel a Dél-Japántól a Rjúkjú-szigeteken át Borneóig tartó ívet.
A Nazca-lemez keleti pereme a Dél-amerikai-lemez alá bukik, a Csendes-óceáni-lemez a vele együtt mozgó közép-amerikai mikrolemezekkel együtt az Észak-amerikai-lemez alá, így a magmás kőzetek ezeket áttörve szárazföldi hegyvonulatokat, mély völgyekkel tagolt gyűrthegységeket alakítottak ki, melyekre jellemzők a meredek lejtők és éles hegygerincek. Északról dél felé az Aleut-szigetek, az Észak- és Közép- és Dél-Amerika nyugati peremén végighúzódó Kordillerák – egyben a Föld leghosszabb gyűrt hegysége – alkotja ezt a vonulatot, egyben a kontinentális lemezek szegélyét. A Pacifikus-hegységrendszer legmagasabb pontjai az amerikai kontinensen emelkednek: Denali (Észak-Amerika, 6168 m), a Citlaltépetl (Közép-Amerika, 5747 m) és az Aconcagua (Dél-Amerika, 6962 m). A jelenlegi tektonikus helyzetben csak egyetlen olyan térség van, ahol nincs sem tértágulás, sem szubdukció, ez a Szent András-törésvonal, amely mentén oldaleltolódásos mozgás a jellemző.

## A Tűzgyűrű

A Tűzgyűrű

A Tűzgyűrű az angol Ring of Fire tükörfordítása[forrás?], népszerű neve annak a Csendes-óceán partjain végigfutó széles, sávszerű földrajzi régiónak, amely mentén különösen sok, működő és szunnyadó vulkán helyezkedik el, és kiemelten sok, különböző fészekmélységű földrengés pattan ki. A Tűzgyűrű körülbelül azonos földrajzi elhelyezkedésű, mint a Cirkumpacifikus-hegységrendszer, de hozzá tartozik még az Eurázsiai-hegységrendszerből Szumátra és Jáva térsége is. A hegységrendszer geomorfológiai fogalom, míg a Tűzgyűrű a vulkanológia és szeizmológia tárgykörébe tartozik.
A nagyjából patkó alakú terület Új-Zélandnál kezdődik, a Kermadec- és Tonga-árkot követi, majd nyugatra fordulva Fidzsi-szigetektől Indonéziáig egy kiszélesedő zónát alkotva nagyjából kelet–nyugati irányú. Innen Tajvanon, Japánon és a Kuril-szigeteken át éri el Kamcsatkát. Itt keletre fordulva az Aleut-szigeteken át fut Észak-Amerika nyugati partjaiig, majd dél–délkelet felé folytatódva Észak-, majd Dél-Amerika nyugati partját követi egészen a Tűzföldig.
A körülbelül 40 000 kilométer hosszúságú patkó alakú övezetet mélytengeri árkok és vulkánok sora alkotja, valamint a kéregmozgások okozta egyéb jelenségek (földrengések, gyakori cunamik) jellemzik. A tűzgyűrűben 452 aktív vulkán található, de itt helyezkedik el a Föld összes aktív és szunnyadó vulkánjának 75%-a, a szeizmikus aktivitás is itt a legnagyobb, a Föld összes földrengésének körülbelül 90%-a a Tűzgyűrű környezetében történik.
A Tűzgyűrű kialakulásának oka sokáig vitatott volt, és elsősorban vulkanológiai alapon próbálták a jelenséget magyarázni. A tényleges okok felderítéséhez a lemeztektonika megszületésére volt szükség. A ma már általánosan elfogadott elmélet szerint az egész Tűzgyűrű (helyről helyre kissé változó jelleggel) aktív kontinensperemekkel esik egybe, ahol (egy viszonylag rövid szakasz kivételével) az óceáni kőzetlemezek alábukása, szubdukciója zajlik. A szubdukcióban a vékony óceáni lemez bukik kontinentális lemezek alá. A szubdukálódó hideg és vékony óceáni kéreg a vele ütköző másik lemez alá bukva mélyfészkű földrengéseket kelt, az asztenoszférába belemerülő és lassan felolvadó, magas víztartalmú óceáni kéreganyag keveredésével magmaképző folyamatok indulnak el, ami mélységi magmás folyamatok mellett különféle kemizmusú aktív vulkanizmust is generál.